# Generations from Exile Tribe
Generations from Exile Tribe (jap. ジェネレーションズ・フロム・エグザイル・トライブ, zapis stylizowany: GENERATIONS from EXILE TRIBE, znana także jako GENERATIONS) – japońska 6-osobowa grupa wokalno-taneczna. Grupa zadebiutowała 21 listopada 2012 roku.

## Historia
19 lipca na oficjalnej stronie LDH ogłoszono kandydatów na członków GENERATIONS. W skład grupy weszło siedmiu kandydatów Alan Shirahama, Keita Machida, Ryota Katayose, Ryuto Kazuhara, Hayato Komori, Reo Sano i Mandy Sekiguchi. Kandydaci rozpoczęli swoją działalność 23 lipca, a ich celem był debiut w dużej wytwórni.
W lutym 2012 Machida wycofał się z kandydowania na członka grupy, aby skoncentrować się na karierze aktorskiej. We wrześniu członek wspierający Yuta Nakatsuka dołączył do grupy jako oficjalny członek. 21 listopada grupa osiągnęła swój cel, debiutując w Rhythm Zone wytwórni należącej do Grupy Avex singlem „BRAVE IT OUT”.
Od drugiego singla „ANIMAL” wydanego 30 stycznia 2013 nazwa grupy została zmieniona z „GENERATIONS” na „GENERATIONS from EXILE TRIBE”. W styczniu 2014 roku Shirahama został mianowany liderem grupy. W listopadzie ogłoszono, że nowy album ukaże się w lutym 2015 roku, a po nim odbędzie się krajowa i światowa trasa koncertowa.
Od 23 kwietnia do 25 grudnia 2016 odbyła się pierwsza ogólnokrajowa trasa koncertowa GENERATIONS LIVE TOUR 2016 ”Speedster”, obejmująca łącznie 41 występów w 18 miejscach w całej Japonii. W dniach 12 maja - 5 sierpnia 2018 odbyło się ich pierwsze tournée GENERATIONS LIVE TOUR 2018 "UNITED JOURNEY", po największych halach koncertowych w Japonii. 14 listopada 2019 roku ogłoszono, że po raz pierwszy wystąpią na gali sylwestrowej Kōhaku Uta Gassen.
31 grudnia 2020 grupa wystąpiła drugi rok z rzędu na Kōhaku Uta Gassen. W 2021 roku grupa wzięła udział po raz trzeci w sylwestrowej imprezie Kōhaku Uta Gassen. 11 marca 2022 roku trasa zatytułowana Generations Live Tour 2022 "Wonder Square", rozpoczęła się trzydniowym koncertem inauguracyjnym w Tokyo Dome.
21 marca 2023 grupa zorganizowała konferencję prasową z okazji 10-lecia istnienia i ujawniła swoje plany na przyszłość, w tym nowe logo, grafikę i slogan. Ponadto grupa brała udział i występowała w różnych festiwalach i wydarzeniach w całej Japonii.
30 kwietnia 2024 ogłoszono, że 25 czerwca Sekiguchi wycofa się z grupy i opuści agencję. 1 maja członkowie grupy zorganizowali konferencję prasową i ogłosili, że od lipca tego roku będą pracować jako sześcioosobowa grupa.

## Członkowie grupy
| Imię I nazwisko | Imię i nazwisko zapis kanji | Data urodzenia   | Uwagi          |
| --------------- | --------------------------- | ---------------- | -------------- |
| Alan Shirahama  | 白濱亜嵐                    | 4 sierpnia 1993  | lider, tancerz |
| Ryota Katayose  | 片寄涼太                    | 29 sierpnia 1994 | wokalista      |
| Ryuto Kazuhara  | 数原龍友                    | 28 grudnia 1992  | wokalista      |
| Hayato Komori   | 小森隼                      | 13 czerwca 1995  | tancerz        |
| Reo Sano        | 佐野玲於                    | 8 stycznia 1996  | tancerz        |
| Yuta Nakatsuka  | 中務裕太                    | 7 stycznia 1993  | tancerz        |

### Byli członkowie
| Pseudonim       | Imię i nazwisko | Data urodzenia   | Uwagi           |
| --------------- | --------------- | ---------------- | --------------- |
| Mandy Sekiguchi | 関口メンディー  | 25 stycznia 1991 | tancerz do 2024 |

## Dyskografia

### Album studyjny
| Rok  | Informacje | Najwyższa pozycja | Najwyższa pozycja         | Certyfikat RIAJ |
| Rok  | Informacje | JPN (Oricon)      | JPN Hot (Billboard Japan) | Certyfikat RIAJ |
| ---- | --- | ----------------- | ------------------------- | --------------- |
| 2013 | Generations - Wydany: 13 listopada 2013 - Wytwórnia: Rhythm Zone | 1                 | —                         | Złoto           |
| 2015 | Generation Ex - Wydany: 18 lutego 2015 - Wytwórnia: Rhythm Zone | 1                 | —                         | Złoto           |
| 2016 | Speedster - Wydany: 2 marca 2016 - Wytwórnia: Rhythm Zone | 1                 | 1                         | Złoto           |
| 2017 | Namida wo Nagasenai Pierrot wa Taiyou mo Tsuki mo Nai Sora wo Miageta (jap. 涙を流せないピエロは太陽も月もない空を見上げた) - Wydany: 5 lipca 2017 - Wytwórnia: Rhythm Zone | 2                 | 2                         | Złoto           |
| 2019 | Shonen Chronicle - Wydany: 21 listopada 2019 - Wytwórnia: Rhythm Zone | 2                 | 3                         |                 |
| 2021 | Up & Down - Wydany: 14 lipca 2021 - Wytwórnia: Rhythm Zone | 3                 | 3                         |                 |
| 2023 | X - Wydany: 8 marca 2023 - Wytwórnia: Rhythm Zone | 2                 | 3                         |                 |